# 아르만도 칼데론 솔
아르만도 칼데론 솔(스페인어: Armando Calderón Sol, 1948년 6월 24일 ~ 2017년 10월 9일)은 1994년부터 1999년까지 엘살바도르 대통령으로 재임한 인물이다. 민족주의 공화 동맹(ARENA)의 대표이기도 했다.